# Boston Marathon 1937
De Boston Marathon 1937 werd gelopen op maandag 19 april 1937. Het was de 41e editie van de Boston Marathon. Aan deze wedstrijd mochten geen vrouwen deelnemen. De Canadees Walter Young kwam als eerste over de streep in 2:33.20.
Het parcours is te kort gebleken. Het had namelijk niet de lengte van 42,195 km, maar 41,1 km.

## Uitslag
| rang   | naam            | land | tijd      |
| ------ | --------------- | ---- | --------- |
| Goud   | Walter Young    | CAN  | 2:33.20   |
| Zilver | Johny A. Kelley | USA  | 2:39.02,8 |
| Brons  | Leslie Pawson   | USA  | 2:41.46   |
| 4      | Fred Ward       | USA  | 2:42.59,4 |
| 5      | Duncan McCallum | CAN  | 2:43.16,6 |
| 6      | Hugo Kauppinen  | USA  | 2:46.06,4 |
| 7      | Gérard Côté     | CAN  | 2:46.46   |
| 8      | Joseph Plouffe  | USA  | 2:46.53,4 |
| 9      | Jock Semple     | USA  | 2:48.13,6 |
| 10     | Leo Giard       | USA  | 2:48.31,4 |

1897 ·
1898 ·
1899 ·
1900 ·
1901 ·
1902 ·
1903 ·
1904 ·
1905 ·
1906 ·
1907 ·
1908 ·
1909 ·
1910 ·
1911 ·
1912 ·
1913 ·
1914 ·
1915 ·
1916 ·
1917 ·
1918 ·
1919 ·
1920 ·
1921 ·
1922 ·
1923 ·
1924 ·
1925 ·
1926 ·
1927 ·
1928 ·
1929 ·
1930 ·
1931 ·
1932 ·
1933 ·
1934 ·
1935 ·
1936 ·
1937 ·
1938 ·
1939 ·
1940 ·
1941 ·
1942 ·
1943 ·
1944 ·
1945 ·
1946 ·
1947 ·
1948 ·
1949 ·
1950 ·
1951 ·
1952 ·
1953 ·
1954 ·
1955 ·
1956 ·
1957 ·
1958 ·
1959 ·
1960 ·
1961 ·
1962 ·
1963 ·
1964 ·
1965 ·
1966 ·
1967 ·
1968 ·
1969 ·
1970 ·
1971 ·
1972 ·
1973 ·
1974 ·
1975 ·
1976 ·
1977 ·
1978 ·
1979 ·
1980 ·
1981 ·
1982 ·
1983 ·
1984 ·
1985 ·
1986 ·
1987 ·
1988 ·
1989 ·
1990 ·
1991 ·
1992 ·
1993 ·
1994 ·
1995 ·
1996 ·
1997 ·
1998 ·
1999 ·
2000 ·
2001 ·
2002 ·
2003 ·
2004 ·
2005 ·
2006 ·
2007 ·
2008 ·
2009 ·
2010 ·
2011 ·
2012 ·
2013 ·
2014 ·
2015 ·
2016 ·
2017 ·
2018 ·
2019 ·
2020 ·
2021 ·
2022